# Josep Rovira i Soler
Josep Rovira i Soler (Santiago de Cuba, 6 de febrer de 1900-1998) va ser un pintor català destacat sobretot per la seva habilitat com a retratista. El 1924 va rebre la medalla de plata, compartida amb Josepa Serraviñals i Furió al concurs de paisatge Josep Masriera i Manovens.

## Exposicions
El pintor feia exposicions de manera periòdica. Participà en una exposició col·lectiva al Palau de la Indústria (1923), i a l'Exposició de Primavera 1932 al Saló de Montjuïc, amb dues obres Reverend Lluís Tallada  i El meu pare. Aquesta darrera obra es troba en l'actualitat en la col·lecció permanent de la Reial Acadèmia Catalana de Belles Arts de Sant Jordi. Abans el seu exili va exposar individualment a les Galeries Laietanes (1927, 1933) al Círcol Artístic (1933), la Sala Busquets (1935, 1936). Altres galeries on va exposar són la Fayans, la Pinacoteca i l'Augusta.